# Graham, Texas
Graham är en stad i den amerikanska delstaten Texas med en yta av 14,5 km² och en folkmängd som uppgår till 8 903 invånare (2010). Graham är administrativ huvudort i Young County.

## Kända personer från Graham
- Rex Brown, basist